# 洪珉绮
洪珉绮（：／ Hong Min-gi */?，1992年10月5日—，绰号：MadLife），韩国《英雄联盟》职业选手，原为韩国CJ Entus战队辅助选手，曾效力北美Gold Coin United，已現在宣佈退役。

## 早年经历
洪珉绮于1992年10月5日出生于韩国首尔，7岁时接触《星际争霸》，2010年9月，他在朋友的推荐下加入《英雄联盟》，一开始玩阿卡丽，到后来转玩ADC位置。

## 职业生涯
2012年，MadLife加入MiG Frost战队，并担任辅助位置，随后参加了2012年OGN，并一路打进决赛，然而他所在的MiG Frost战队在总决赛中负于MiG Blaze，仅获得亚军。
在随后的2012 OGN夏季赛中，MadLife所在的MiG Frost战队再次打进总决赛，在总决赛中，双方比分曾一度扳平，但在最后的盲选局中，MadLife使用布里茨并取得胜利，最终促使MiG Frost让2追3击败CLG.EU取得OGN冠军，MadLife自此封神。同时，他也成为第一个封神的英雄联盟选手。
在此之后，由于Azubu Frost在2012 OGN春季赛和夏季赛的表现，使得该战队取得了英雄联盟2012赛季全球总决赛的参赛资格。在英雄联盟2012赛季全球总决赛的小组赛中，该战队3战全胜，并以小组第一的成绩从A组出线。随后在8强赛Azubu Frost对阵Team SoloMid的比赛中，Madlife带领他所在的队伍Azubu Frost以2：0的成绩成功晋级半决赛。在半决赛对阵CLG.EU的比赛中，Azubu Frost虽然在第一局负于CLG.EU，但在Madlife的努力下，该队还是以2：1的成绩击败CLG.EU，进入最后的冠军赛。在冠军赛上，虽然Azubu Frost在第一局中获胜，但最终还是以1：3负于台北暗杀星，未能取得冠军。
在2016 LCK夏季赛中，CJ Entus以3胜15败的成绩排名第10，并进入2017 LCK春季季前赛升降赛。在升降赛的第一场中，CJ Entus以0：2负于KONGDOO Monster
，并进入败者组，在随后的败者组中，CJ Entus击败了SBENU SONICBOOM，但在8月27日的最终战上，CJ Entus以0：3负于ESC Ever，并降级至Challengers Korea。
在2016年11月9日所举办的韩国2016 KeSPA盃的十二强赛资格赛中，CJ Entus 2：0负于ESC Ever，最终被淘汰。
在此之后，MadLife以47.6%的得票率成为英雄联盟2016全明星赛韩国明星队的辅助选手。但在英雄联盟2016全明星赛的射手模式上，MadLife所在的无限烈焰队以0：1负于绝对零度队，随后，他又在1v1淘汰赛第一天对阵Uzi的比赛中以0：1负于Uzi，并被淘汰。
2016年11月30日晚，CJ Entus通过官方SNS宣布该战队所有选手续约失败，并结束该战队所有选手与该战队的合约，Madlife亦因此与其他CJ Entus战队的英雄联盟分部队员一起离队。
2016年12月29日，MadLife加入北美Gold Coin United战队。